# La Goma (Durango)
La Goma es una localidad del estado mexicano de Durango. Es parte del municipio de Lerdo.

## Demografía
| Gráfica de evolución demográfica |
|                                  |

| Censo | Población |
| ----- | --------- |
| 1900  | 472       |
| 1910  | 529       |
| 1921  | 422       |
| 1930  | 479       |
| 1940  | 410       |
| 1950  | 804       |
| 1960  | 1 210     |
| 1970  | 1 220     |
| 1980  | —         |
| 1990  | 1 187     |
| 2000  | 1 349     |
| 2010  | 1 522     |
| 2020  | 1 755     |